# Juin 1929

## Événements
- 3 juin : en Afghanistan, la fonction intégriste des Saqqawistes entrent dans la ville de Kandahar après deux jours de siège.

- 6 juin : élection générale saskatchewanaise. James Garfield Gardiner (libéral) est réélu premier ministre de la Saskatchewan.

- 7 juin : 
  - Le Vatican devient un État souverain.
  - Signature du plan Young qui prévoit un échelonnement et un abaissement du montant global des réparations allemandes.

- 8 juin : début du ministère travailliste de Ramsay MacDonald, Premier ministre du Royaume-Uni (fin en 1931). Margaret Bondfield, nommée ministre du Travail, est la première femme à diriger un ministère au Royaume-Uni[1].

- 13 juin : l'équipage Jean Assollant, René Lefèvre et Armand Lotti, à bord de l'Oiseau Canari traversent l'Atlantique dans le sens Ouest-Est, établissant le record de distance au-dessus de la mer, avec un passager clandestin, Arthur Schreiber.

- 15 juin : départ de la septième édition des 24 Heures du Mans.

- 16 juin : victoire de Woolf Barnato et Tim Birkin aux 24 Heures du Mans. Les quatre premières places de la course sont remportées par des voitures britanniques Bentley.

- 23 juin : en Afghanistan, les Saqqawistes prennent la ville d'Ourgoun (en) aux forces loyalistes dirigées par Mohammad Nadir Khan, le frère du roi exilé Amanullah Khan.

- 26 juin : en Afghanistan, les Saqqawistes s'emparent de la ville de Gardêz.

- 27 juin : 
  - Howard Hughes relie New York et Los Angeles en 19 heures et 10 minutes sur un Lockheed Air Express.
  - en Afghanistan, l'armée rouge chasse les insurgés Basmatchis de la ville de Kondoz qui leur servait de base arrière pour perpétrer des attaques contre le territoire soviétique.

- 28 juin : Howard Hughes relie Los Angeles et New York en 17 heures et 38 minutes sur un Lockheed Air Express. Hughes s'accorde 9 heures de repos entre les deux traversées.

- 30 juin : 
  - Grand Prix automobile de France.
  - Fin de la présence basmatchie en Afghanistan.

- 30 juin - 29 juillet : Tour de France. Le Belge Maurice De Waele s’impose devant l’Italien Giuseppe Pancera et le Belge Jef Demuysere.

## Naissances
- 4 juin : Károlos Papoúlias, personnalité politique grecque († 26 décembre 2021).
- 7 juin : 
  - John Turner, premier ministre du Canada († 18 septembre 2020).
  - Walter Weir, premier ministre du Manitoba († 17 avril 1985).
- 9 juin : Hervé Navereau, général d'armée français  († 27 février 2019).
- 10 juin :
  - James McDivitt, astronaute américain († 13 octobre 2022).
  - Edward Osborne Wilson, biologiste, entomologiste, américain († 26 décembre 2021).
- 11 juin : Maurice Vander, pianiste de jazz français († 16 février 2017).
- 12 juin : Anne Frank († 1945).
- 16 juin : Chicuelo II (Manuel Jiménez Díaz), matador espagnol († 21 janvier 1960).
- 17 juin :
  - François-Mathurin Gourvès, évêque catholique français, évêque émérite de Vannes († 12 août 2020).
  - Sabah al-Ahmad al-Jabir al-Sabah, émir du Koweït  († 29 septembre 2020).
  - Tigran Petrossian, joueur d'échecs russe († 13 août 1984).
- 18 juin : Henri Glaeser, réalisateur français († 23 juillet 2007).
- 20 juin : Ingrid Haebler, musicienne autrichienne († 14 mai 2023).
- 21 juin : Abdel Halim Hafez, chanteur et acteur égyptien. († 30 mars 1977).
- 23 juin :
  - Ted Lapidus, couturier, français († 29 décembre 2008).
  - Henri Pousseur, compositeur belge († 6 mars 2009).
  - June Carter Cash, Chanteuse américaine († 15 mai 2003).
- 25 juin : Francesco Marchisano, cardinal italien, président du bureau du travail du Saint-Siège († 27 juillet 2014).
- 29 juin : 
  - Alexandre Lagoya, guitariste classique français († 24 août 1999).
  - Carolyn S. Shoemaker, astronome américaine († 13 août 2021).

## Décès
- 4 juin : Désiré Lubin, peintre français (° 20 février 1854).
- 8 juin : Bliss Carman, poète canadien.
- 23 juin : William Stevens Fielding, premier ministre de la Nouvelle-Écosse.
- 25 juin : Georges Courteline, dramaturge français (° 1858).
- 30 juin : Joseph Wauters, homme politique belge (° 8 novembre 1875).